# エスワティニの銀行の一覧
エスワティニの銀行の一覧
- スワジ銀行 (Swazi Bank)
- スタンダード銀行 (Standard Bank)
- 第一国立銀行 (First National Bank)
- ネドバンク (Nedbank)
- スワジランド住宅組合 (Swaziland Building Society)